# Naturschutzgebiet Tettler

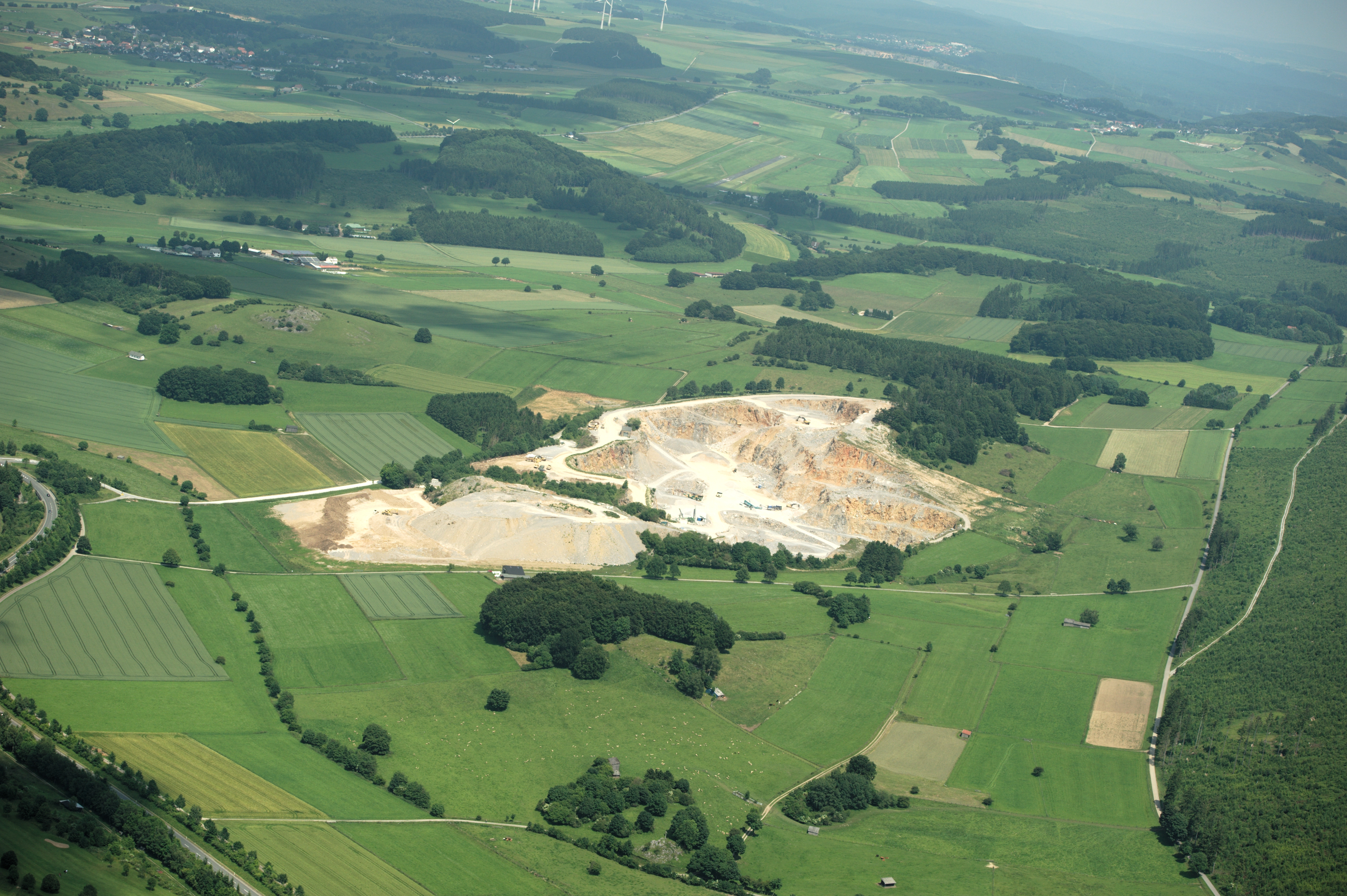
Naturschutzgebiet Tettler vor dem Steinbruch

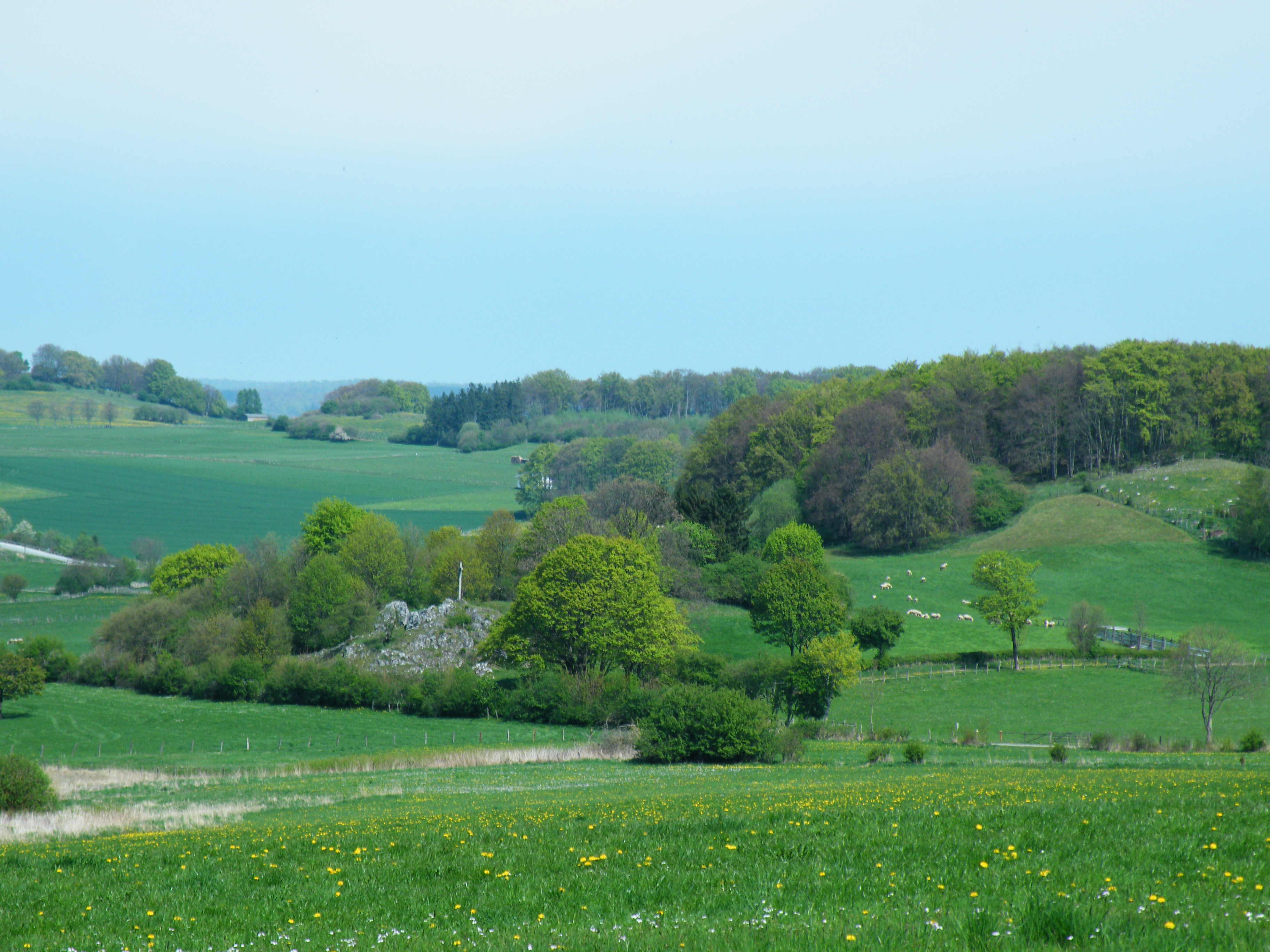
Westteil vom NSG

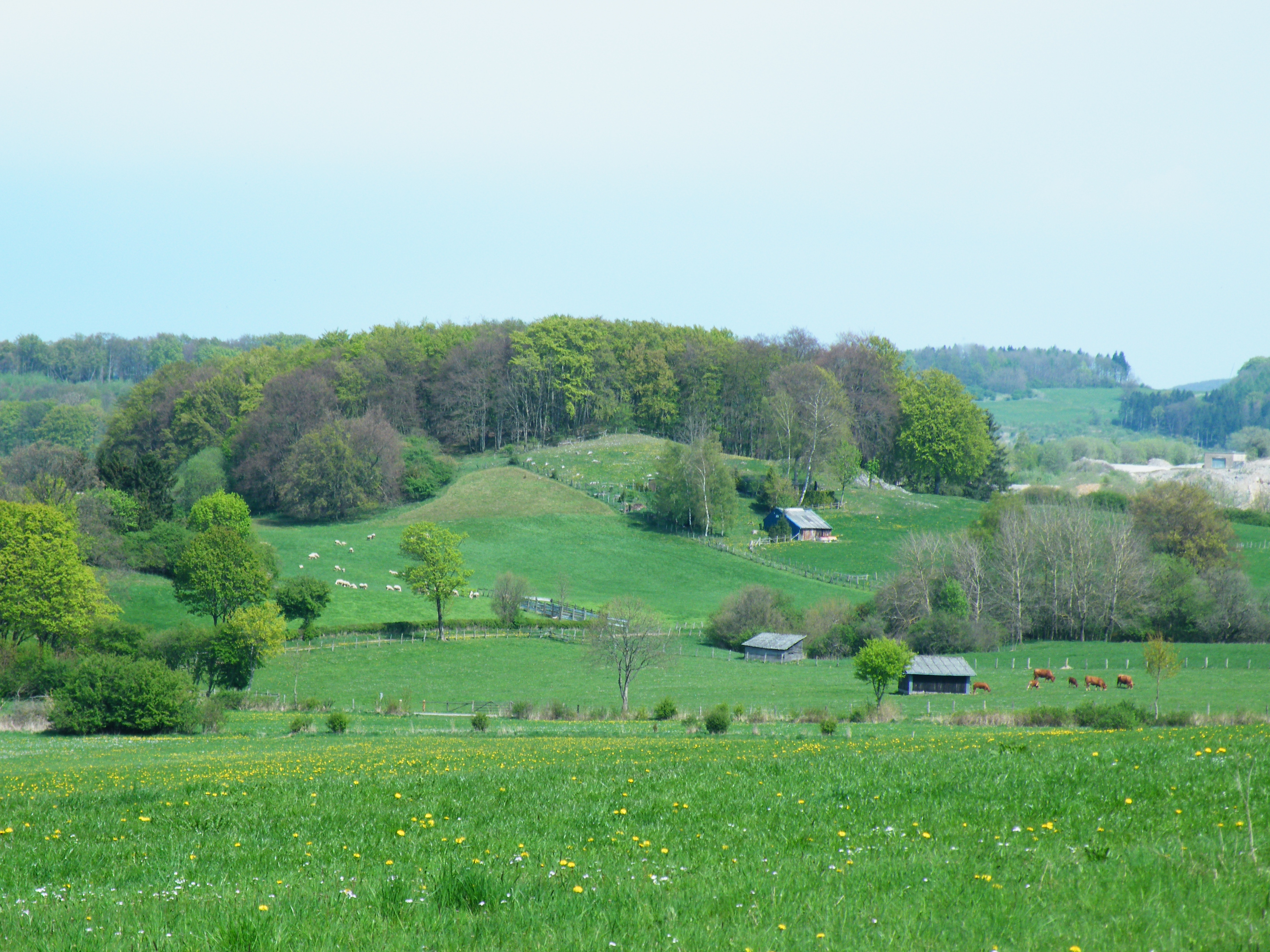
Mittel- und Ostteil vom NSG

Das Naturschutzgebiet Tettler mit einer Größe von 9,16 ha liegt südöstlich von Brilon. Das Gebiet wurde 2008 mit dem Landschaftsplan Briloner Hochfläche durch den Hochsauerlandkreis als Naturschutzgebiet (NSG) ausgewiesen. Drei Teilflächen des NSG gehören zum FFH-Gebiet Kalkkuppen bei Brilon (DE 4617-303). Es ist eines von 31 Naturschutzgebieten in Brilon, welche zur Gruppe der Kalkkuppen mit speziellen Verboten gehören. Das NSG gehört seit 2023 zum Vogelschutzgebiet Diemel- und Hoppecketal mit angrenzenden Wäldern.

## Gebietsbeschreibung
Beim NSG handelt es sich um die beiden Bergkuppen Großer Tettler und Kleine Tettler. An beiden Kuppen treten Felsen offen zu Tage. Am Großer Tettler erreichen die Felsen eine Höhe von über vier Meter. Die Felsen weisen Kleinfarne und eine reiche Moosflora auf. Neben einem Rotbuchenwald mit starkem Baumholz befinden sich Grünlandbereiche im NSG. Auf der Südseite des Großen Tettlers grenzt eine magere Schafweide mit offenen Felsstufen an. In der flachgründigen Umgebung der Felsstufen haben sich Kalk-Magerrasen entwickelt sind. Auf der Schafweide befanden sich bei NSG-Ausweisung ein Fichtenbestand und eine Wochenendhütte. Im Osten des Buchenwaldes liegt eine brennesselreiche Brache mit verwildertem Obstbaumbestand. Der Kleine Tettler weist steil aufragende kluftreiche Einzelfelsen und Felsstufen auf, die von Kalkmagerrasen gesäumt sind. Die Felskuppe mit mehreren Feldgehölzen und Gebüschen ist Teil einer Schafweide mit unterschiedlich nährstoffreichen Bereichen. Durch einen Feldweg getrennt liegt im Süden eine weitere Schafweide einbezogen. In der Schafweide befindet sich eine stark eingetiefte Quellmulde mit gehölzbestockten, steilen Böschungen. Der kleine Quellbach, der von mehreren Quellen gespeist wird, verschwindet nach wenigen Metern in einem Schwalgloch. Hier grenzen lokal sehr kleinflächige Magergrünland-, Feuchtgrünland- und Borstgrasrasen-Relikte an.
Es wurden Blumen- und Krautarten wie Acker-Hornkraut, Bachbunge, Bach-Sternmiere, Berg-Platterbse, Blaugrüne Segge, Blutwurz, Borstgras, Braunstieliger Streifenfarn, Breitblättriger Thymian, Dreizahn, Echter Wiesenhafer, Echte Schlüsselblume, Echtes Labkraut, Echtes Mädesüß, Feld-Hainsimse, Flatter-Binse, Flaumiger Wiesenhafer, Flutender Schwaden, Frühlings-Fingerkraut, Frühlings-Segge, Gänseblümchen, Gemeiner Tüpfelfarn, Gemeine Schafgarbe, Gewöhnliches Ferkelkraut, Gewöhnliches Sonnenröschen, Gras-Sternmiere, Großer Wiesenknopf, Hallersche Schaumkresse, Harzer Labkraut, Heide-Labkraut, Kleine Bibernelle, Kleiner Sauerampfer, Kleiner Wiesenknopf, Kleines Habichtskraut, Kletten-Labkraut, Knolliger Hahnenfuß, Kohl-Kratzdistel, Kugelige Teufelskralle, Magerwiesen-Margerite, Männliches Knabenkraut, Mauerlattich, Mauerraute, Mittlerer Wegerich, Moor-Labkraut, Nickendes Leimkraut, Rauhaarige Gänsekresse, Rundblättrige Glockenblume, Ruprechtskraut, Schaf-Schwingel, Scharfer Mauerpfeffer, Schlangen-Knöterich, Spitzwegerich, Stengellose Kratzdistel, Sumpfdotterblume, Sumpf-Schachtelhalm, Sumpf-Schafgarbe, Sumpf-Vergissmeinnicht, Sumpf-Weidenröschen, Tauben-Skabiose, Waldmeister, Wald-Veilchen, Wiesen-Bärenklau, Wiesen-Kerbel, Wiesen-Labkraut, Zerbrechlicher Blasenfarn, Zottiges Weidenröschen und Zwiebel-Zahnwurz nachgewiesen.

## Schutzzweck
Wie bei allen Naturschutzgebieten in Deutschland wurde in der Schutzausweisung darauf hingewiesen, dass das Gebiet „wegen der Seltenheit, besonderen Eigenart und Schönheit des Gebietes“ zum Naturschutzgebiet wurde.
Das Landschaftsplan führt zum NSG auf: „Erhaltung und Optimierung eines vielfältigen Biotopmosaiks aus klippenreichem Kalkbuchenwald, Feucht- und Magergrünland sowie einer alten Obstwiese als Lebensraum und Trittsteinbiotop für tlw. seltene und gefährdete Tier- und Pflanzenarten des strukturreichen Offenlandes sowie als wichtige Teilfläche im regionalen Verbund ähnlicher Biotopstrukturen; Schutz eines kurzen Karsttälchens mit Schwalgloch aus landeskundlichen Gründen; Sicherung der Kohärenz und Umsetzung des europäischen Schutzgebietssystems ‚Natura 2000‘.“

## Verbote
Zu den normalen Verboten in Naturschutzgebieten kommen beim NSG Tettler wie bei den anderen 30 Kalkkuppen zusätzliche Verbote hinzu. Es ist verboten, die Kalkkuppen zu düngen, zu walzen und zu schleppen. Es dürfen nicht mehr als zwei Großvieheinheiten pro Hektar gleichzeitig weiden. Ferner darf erst ab dem 1. Juli eines Jahres gemäht werden.